# گنیفکووو
گنیفکووو (به لاتین: Gniewkowo) یک شهرک در لهستان است که در شهرستان اینوروتسواف واقع شده‌است.

## خصوصیات
گنیفکووو ۹٫۱۸ کیلومترمربع مساحت و ۷٬۲۵۴ نفر جمعیت دارد.